# Дураков, Митрофан Антонович
Митрофан Антонович Дураков (1913, село Ключи, Нижне-Девицкий уезд — 07.11.1963, село Водяное, Близнюковский район, Харьковская область, УССР, СССР) — командир орудия 64-го отдельного гвардейского истребительно-противотанкового артиллерийского дивизиона (57-я гвардейская стрелковая Новобугская орденов Суворова и Богдана Хмельницкого дивизия, 4-й гвардейский стрелковый корпус, 8-я гвардейская армия, 1-й Белорусский фронт), гвардии старший сержант, участник Великой Отечественной войны, кавалер ордена Славы трёх степеней.

## Биография
Родился в 1913 году в селе Ключи Нижнедевицкого уезда Воронежской губернии (ныне Горшеченского района Курской области) в крестьянской семье. Русский. В 1921 году окончил 3 класса. Работал в домашнем хозяйстве, затем в колхозе. Трудился слесарем на коксохимическом заводе в городе Макеевка Донецкой области.
С 1935 по 1937 год проходил действительную воинскую службу в Красной Армии. После увольнения жил в селе Водяное Близнюковского района Харьковской области (Украина). Работал в колхозе. 
Повторно призван в феврале 1942 года. С июля 1942 года – в действующей армии. Воевал на Сталинградском, Донском, Юго-Западном (с 20 октября 1943 года – 3-й Украинский) и 1-м Белорусском фронтах. Принимал участие в Сталинградской битве, Изюм-Барвенковской, Донбасской, Никопольско-Криворожской, Березнеговато-Снигиревской, Одесской, Люблин-Брестской, Варшавско-Познанской и Берлинской наступательных операциях. В боях дважды ранен.
10 мая 1944 года передовые отряды 57-й гвардейской стрелковой дивизии форсировали реку Днестр и захватили плацдарм в районе села Шерпены (ныне Шерпень Новоаненский район, Молдавия). 

В боях на плацдарме 15 и 16 мая 1944 года продвижению нашей пехоте мешала пулемётная точка, расположенная на окраине в доме. Первым снарядом наводчик орудия М. А. Дураков попал в дом, пулемёт противника замолчал. Орудие , где наводчиком был Дураков уничтожило 2 пулеметных точки, 2 повозки и до 20 немецких солдат, обеспечив продвижение вперед наших стрелковых подразделений. За уничтожение живой силы и техники противника достоин награждения орденом Славы 3 степени— к ордену Славы 3 степени
Приказом командира 57-й гвардейской стрелковой дивизии генерал-майора Шеменкова А. Д. 27 июля 1944 года гвардии красноармеец Дураков Митрофан Антонович награждён орденом Славы 3-й степени.
В июне 1944 года 57-я гвардейская стрелковая дивизия была выведена в резерв и передислоцирована в полосу 1-го Белорусского фронта. 18 июля 1944 года перешла в наступление на люблинском направлении. При прорыве обороны противника в районе населённого пункта Годовице гвардии красноармеец М. А. Дураков уничтожил 2 огневые точки противника на переднем крае, обеспечив успешный захват вражеской траншеи на своём участке. Приказом командира дивизии награждён медалью «За отвагу».
С началом Варшавско-Познанской операции при переходе в наступление с Магнушевского плацдарма орудия дивизиона были выведены на прямую наводку для участия в артиллерийской подготовке и поддержке атаки в районе населённого пункта Гловачув (ныне Козеницкий повят Мазовецкое воеводство, Польша). 14 января 1945 года командир орудия М. А. Дураков точным огнём уничтожил противотанковое орудие, 2 пулемёта с расчётами и до 20 солдат противника, обеспечив успешный прорыв переднего края врага на своём участке.
Приказом командующего 8-й гвардейской армией от 17 февраля 1945 года гвардии старший сержант Дураков Митрофан Антонович награждён орденом Славы 2-й степени.
В ходе операции 57-я гвардейская стрелковая дивизия прошла с боями более 400 километров, форсировала реку Одер в районе южнее города Кюстрин (ныне Костшин-над-Одрой, Гожувский повят, Любушское воеводство, Польша) и захватила плацдарм. В боях за расширение плацдарма его орудие уничтожило 1 станковый и 2 ручных пулемёта с расчётами, свыше 20 солдат противника. 23 марта 1945 года в районе населённого пункта Альт-Тухебанд (ныне район Меркиш-Одерланд, земля Бранденбург, Германия) позиции первого эшелона дивизии контратаковала пехота противника при поддержке танков. Расчёт А. М. Дуракова вёл огонь по контратакующему противнику. Враг прорвал оборону наших стрелковых подразделений и вышел в район огневой позиции артиллеристов. Когда закончились боеприпасы, командир орудия поднял подчинённых в атаку. В ожесточённом рукопашном бою огнём из личного оружия и прикладами артиллеристы уничтожили 30 немецких солдат и 25 взяли в плен, удержав занимаемую позицию.
Указом Президиума Верховного Совета СССР от  31 мая 1945 года за образцовое выполнение боевых заданий командования на фронте борьбы с немецкими захватчиками и проявленные при этом доблесть и мужество  гвардии старший сержант Дураков Митрофан Антонович награждён орденом Славы 1-й степени.
В октябре 1945 года демобилизован. Жил и работал в селе Водяное Близнюковского района Харьковской области. Работал бригадиром в колхозе.
Умер 7 ноября 1963 года.

## Награды
- Полный кавалер ордена Славы:
  - орден Славы I степени (31.05.1945)[4];
  - орден Славы II степени (17.02.1945)[5];
  - орден Славы III степени (27.07.1944)[6];
- медали, в том числе:
  - «За отвагу» (30.09.1944)[7]
  - «За оборону Сталинграда» (9.5.1945)
  - «За победу над Германией в Великой Отечественной войне 1941—1945 гг.» (9 мая 1945)
  - «За освобождение Варшавы» (9.6.1945)

## Память
- На могиле установлен надгробный памятник
- Его имя увековечено в Главном Храме Вооружённых сил России, и навсегда запечатлено на мемориале «Дорога памяти» [8]